# Carteris proliferalis
Carteris proliferalis là một loài bướm đêm trong họ Noctuidae.